# 112. peruť RAF
112. peruť (anglicky No. 112 Squadron) byla peruť Royal Air Force, která se zúčastnila první i druhé světové války a existovala i během několika období za studené války. Její přezdívka „Žraločí peruť“ byla odkazem na skutečnost, že šlo o první jednotku spojeneckých letectev užívající symbol žraločí tlamy na přídích svých Curtissů P-40.

## První světová válka
Peruť byla založena 30. července 1917 jako 112. peruť Royal Flying Corps na letišti Throwley v Kentu jako jednotka protivzdušné obrany londýnské oblasti. Zpočátku byla vybavena stroji Sopwith Pup a v roce 1918 obdržela letouny Sopwith Camel. Jedním z prvních velících důstojníků útvaru byl major Quintin Brand (pozdější velitel 10. skupiny Fighter Command během bitvy o Británii). Po skončení války byla peruť 13. června 1919 rozpuštěna.

## Druhá světová válka

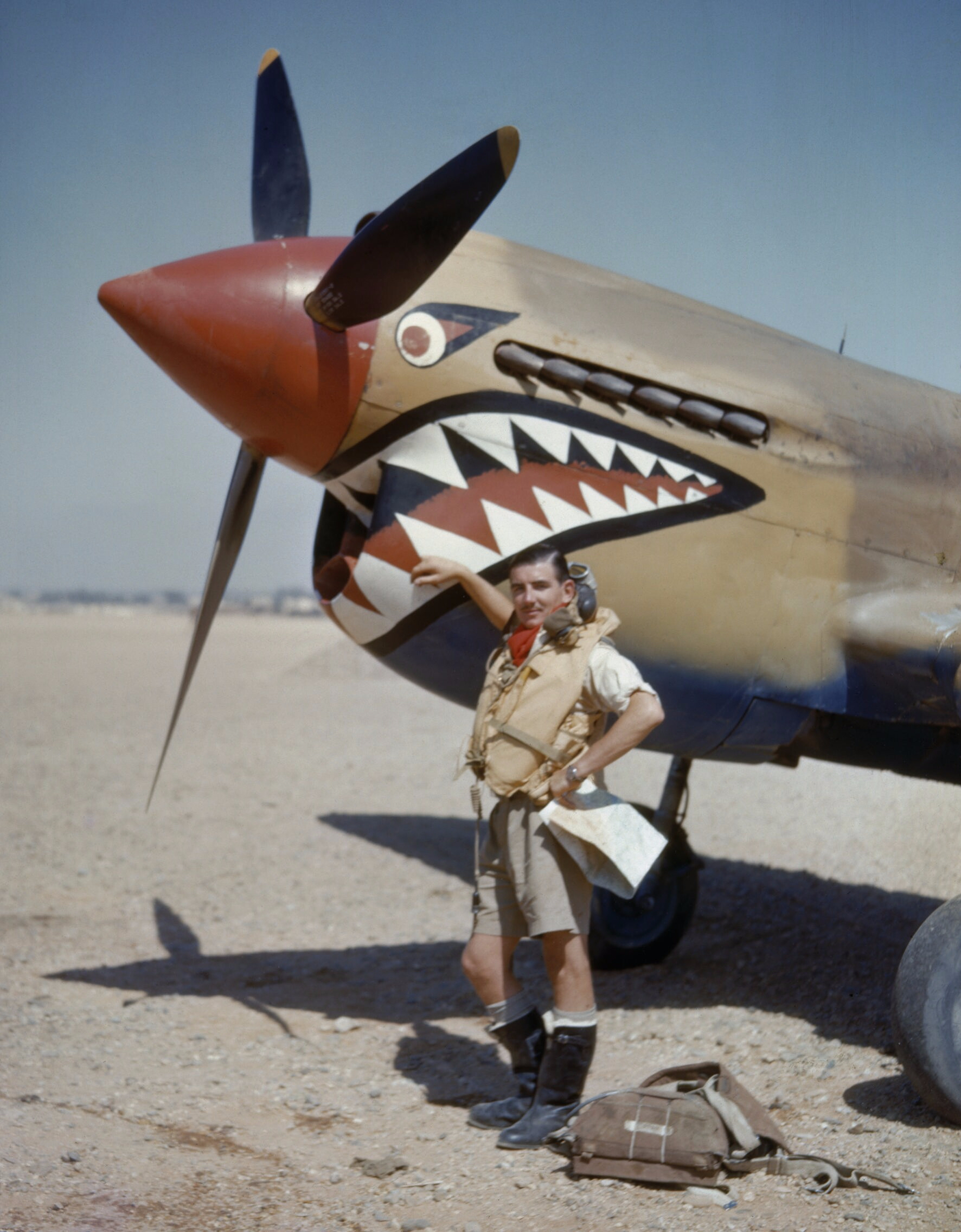
Flight Lieutenant Costello před přídí svého Curtissu Kittyhawk Mk.I v Sídí Henejš, Egypt, duben 1942.

Peruť byla reaktivována 16. května 1939 na palubě letadlové lodi HMS Argus s určením pro službu v Egyptě. Její původní základnou bylo letiště RAF Helwan v Helwánu u Káhiry. 26. května od ní byla její letka „B“ detašována do Súdánu. Peruť obdržela svou výzbroj, zastarávající dvojplošné stíhačky Gloster Gladiator, až v červnu 1939. Poté, co 10. června 1940 vstoupila Itálie do války, byla peruť brzy nasazena do akce při obraně Egypta před bombardéry Regia Aeronautica. Letka „B“ se 30. června stala součástí 14. peruti RAF.
V lednu 1941 se peruť zapojila do bojů v Řecku, když poskytovala vzdušné krytí a vzdušnou podporu nad Albánií. Později se zúčastnila leteckých bojů při protivzdušné ochraně Athén. Po porážce spojeneckých sil v Řecku se peruť stáhla na Krétu a posléze do Egypta, kde se opět zapojila do severoafrické kampaně při podpoře 8. armády. Po většinu zbytku válečného období byla peruť součástí 239. křídla RAF, spolu s 3. perutí RAAF, 250. a 260. perutí RAF a 450. perutí RAAF.

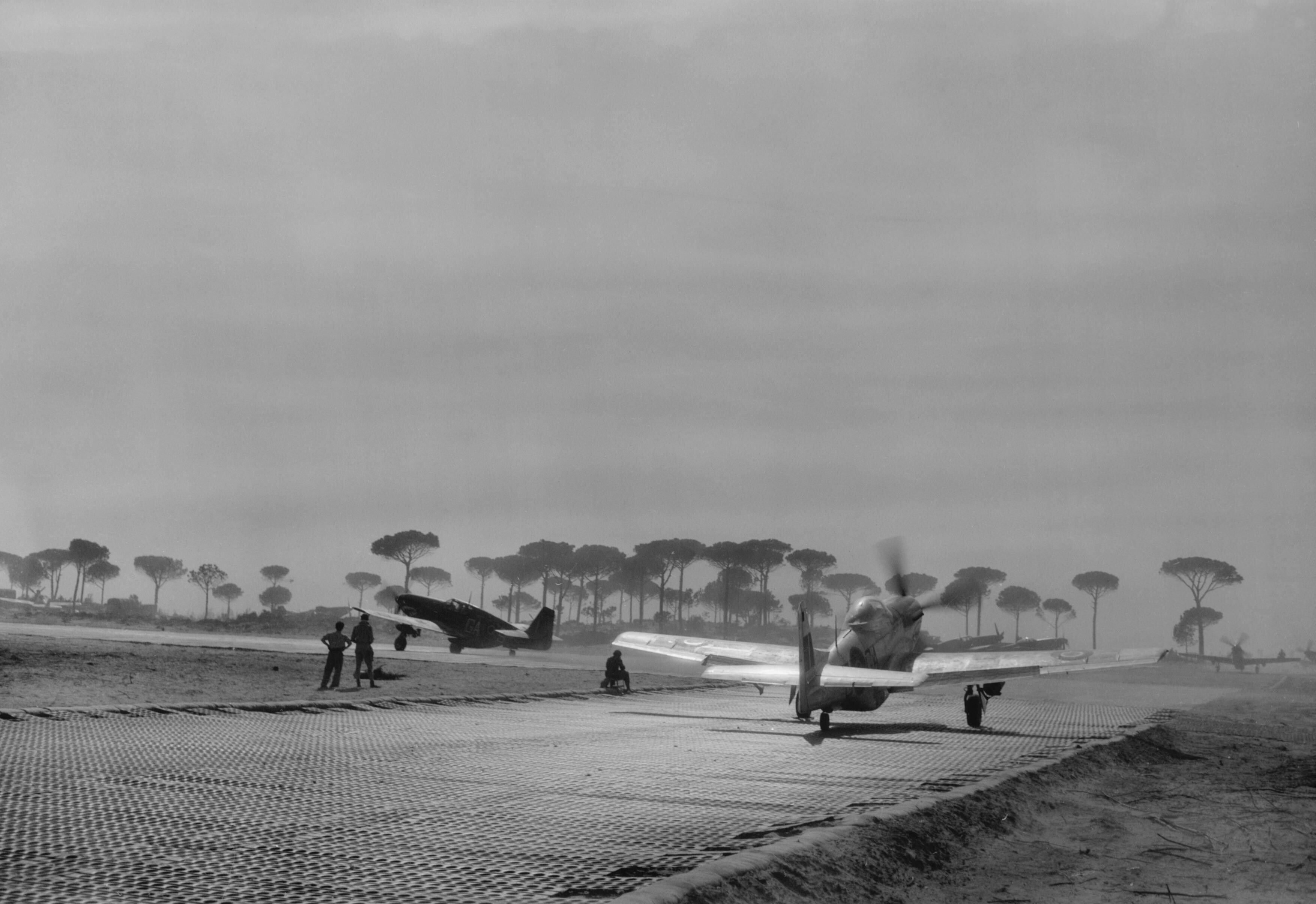
Mustangy 112. peruti s podvěšenými pětisetliberními pumami při pojíždění na VPD v italské Cervii před vzletem k podpoře jarní ofenzívy 8. armády v údolí Pádu. Varianta Mk. III je následována strojem Mk. IV.

V červenci 1941 se peruť stala jednou z prvních na světě operující se stroji Curtiss Tomahawk, které nasazovala jako stíhací a stíhací-bombardovací. Inspirována nezvykle rozměrným vstupem vzduchu do chladiče v přídi trupu stroje, peruť zde začala napodobovat motiv „žraločí tlamy“, který se za války již dříve objevil na některých Messerschmittech Bf 110 německé Zerstörergeschwader 76. (Tato výzdoba pak byla převzata dalšími jednotkami užívajícími P-40 v jiných částech světa, včetně „Létajících tygrů“, amerických dobrovolníků sloužících v Čínském letectvu.) V prosinci pak byly Tomahawky nahrazeny zlepšenou variantou P-40 Kittyhawk, kterou peruť, často jako stíhací-bombardovací, užívala po zbytek svého působení v Desert Air Force.
Peruť v tomto období měla řadu příslušníků z letectev Polska, Austrálie, Kanady a Nového Zélandu. Jiným členem peruti bylo anglické eso Neville Duke, později známý zkušební pilot. Po většinu roku 1942 byl velitelem útvaru Clive Caldwell, nejúspěšnější australské eso druhé světové války, a první absolvent Empire Air Training Scheme který se stal velitelem britské peruti. Jeho nástupcem ve funkci velitele se stal Billy Drake, britský pilot RAF s nejvíce sestřely na typu Curtiss P-40, a po Caldwellovi druhý nejúspěšnější pilot tohoto typu v rámci Commonwealthu. Později ve válce vzrostl v jednotce podíl pilotů jihoafrického původu.
Po vylodění na Sicílii 10. července 1943 se tam peruť přesunula, a v září postoupila na italskou pevninu. V červnu 1944 byly Kittyhawky v její výzbroji nahrazeny Mustangy Mk.III, a od ledna 1945 Mk.IV. Peruť setrvala v italském Lavariano jako součást okupačních sil až do svého rozpuštění 30. prosince 1946 v Trevisu.
Za dobu války si nárokovala 206 vzdušných vítězství a 62 nepřátelských letounů zničených na zemi.

## Studená válka
Peruť byla 12. května 1951 reaktivována na základně RAF Fassberg v Německu jako stíhací-bombardovací útvar vybavený stroji de Havilland Vampire FB.5. Později se přesunula do Jeveru a poté na základnu RAF Bruggen. V lednu 1954 se stala denní stíhací jednotkou a Vampiry byly v její výzbroji nahrazeny stroji Canadair Sabre F.4. V dubnu 1956 peruť získala letouny Hawker Hunter, ale 31. května 1957 byl útvar na letišti RAF Bruggen rozpuštěn.
1. srpna 1960 byla peruť na základně RAF Church Fenton obnovena jako jednotka pozemní protivzdušné obrany vybavená řízenými střelami Bloodhound. Jejím úkolem byla ochrana odpalovacích sil balistických střel Thor v této oblasti. Působištěm útvaru se stala základna RAF Breighton. Po stažení raket Thor z výzbroje přestala být jednotka tak potřebná a 31. března 1964 byla rozpuštěna.
2. listopadu 1964 byla 112. peruť nicméně reaktivována na základně RAF Woodhall Spa s výzbrojí střel Bloodhound II, a 1. října 1967 přeložena na Kypr, kde zůstala až do svého rozpuštění 1. července 1975.

## Užívaná technika
- 1917–1918 – Sopwith Pup
- 1918–1919 – Sopwith Camel
- 1919 – Sopwith Snipe

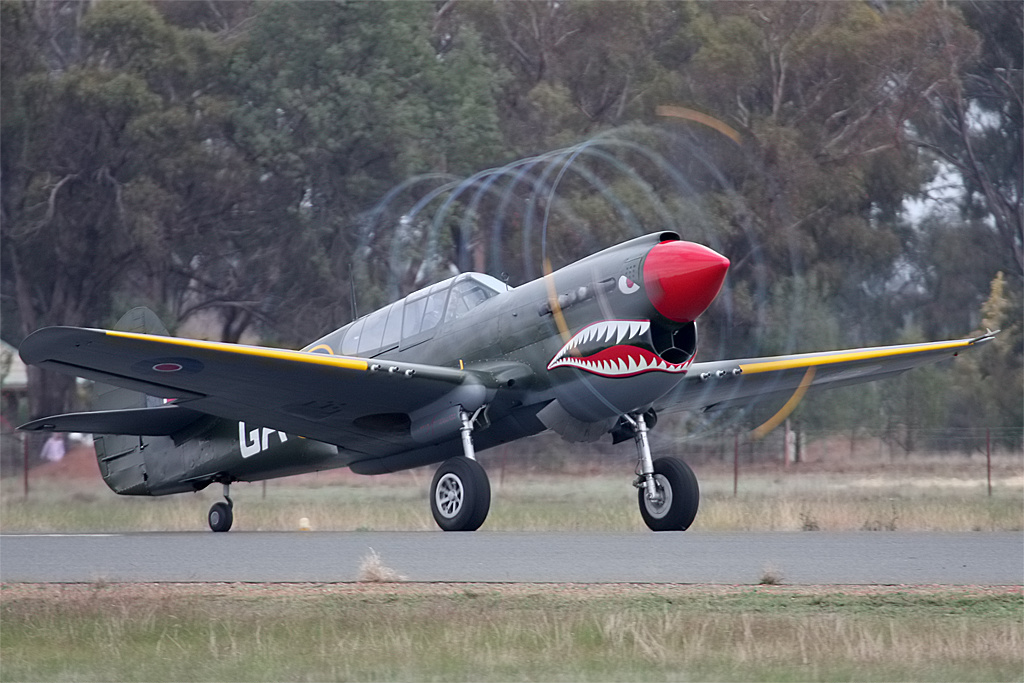
Restaurovaný P-40N v celozelené kamufláži 112. peruti z období po roce 1943 během startu v Temoře, Nový Jižní Wales.

- 1939–1941 – Gloster Gladiator Mk. I a Mk. II
- 1940-1940 – Gloster Gauntlet
- 1941 – Hawker Hurricane Mk.I
- 1941 – Curtiss Tomahawk Mk.I
- 1941 – Curtiss Tomahawk Mk. IIA a Mk.IIB
- 1941–1942 Curtiss Kittyhawk Mk.IA
- 1942–1944 Curtiss Kittyhawk Mk.III
- 1944 Curtiss Kittyhawk Mk.IV
- 1944–1945 North American Mustang Mk.III
- 1945–1946 North American Mustang Mk.IV
- 1951–1954 de Havilland Vampire FB.5
- 1954–1956 Canadair Sabre F.4
- 1956–1957 Hawker Hunter F.4
- 1960–1964 Bristol Bloodhound I
- 1964–1975 Bristol Bloodhound II